# Mészáros Gábor (orvos)
Mészáros Gábor, teljes nevén Mészáros János Kanty Gábor (Potok, Galícia, 1900. május 11. – Miskolc, 1968. november 15.) orvos, szülész-nőgyógyász, dietetikus.

## Élete
Mészáros György Simon tisztviselő és Zichermann Eugénia Hermina fiaként született.
A Budapesti Református Főgimnáziumban érettségizett. A Pázmány Péter Tudományegyetemen 1922. december 23-án avatták orvosdoktorrá. Pályáját a Gyógyszertani Intézetben kezdte Vámossy Zoltán professzor mellett. 1924 és 1927 között a Pázmány Péter Tudományegyetem II. sz. Női Klinikáján dolgozott. 1927-ben kinevezték a szegedi Ferenc József Tudományegyetem Női Klinikájának tanársegédévé, s mellette – 1929-től – ellátta a betegélelmezési osztály vezetését is. 1931-ben dietetika tárgykörből egyetemi magántanárrá habilitálták. 1936 és 1939 között a Gyulai Állami Kórházat vezette, ahonnan 1939 júniusában Kassára került és az ottani kórház főorvosa lett.
1945–1946-ban a Népjóléti Minisztérium Betegellátási Osztályának vezetője volt. 1946-ban megbízták a Tatai Állami Kórház Szülészeti-Nőgyógyászati Osztályának vezetésével. 1957-ben nyugalomba vonult.
Főleg a diétás terápiák kérdései foglalkoztatták. Körülbelül 70 közleménye jelent meg hazai és külföldi szaklapokban. 
Németül, lengyelül, franciául és angolul is beszélt. 

### Családja
Felesége Debreczeni Mária volt, Debreczeni Lajos és Kherndl Adél lánya, akivel 1933. január 30-án Szegeden kötött házasságot. Gyermekei: Velkey Györgyné dr. Mészáros Klára és Mészáros Bálint. Gyermekeitől 10 unokája született.

## Művei
- Typhus a gyermekágyban. (Orvosi Hetilap, 1927, 12.)
- Az alsó végtag duzzadása a gyermekágyban. (Magyar Orvosi Archívum, 1929)
- Elhanyagolt gyermekágyi fekélyek. (Budapesti Orvosi Újság, 1929, 7.)
- A nyerskoszt alkalmazása a nőgyógyászatban és szülészetben. (Orvosképzés, 1932)
- A constitutio a nőgyógyászatban. Berecz Jánossal. (Orvosképzés, 1934)
- Elhízás és fogyókúra a nőknél. (Orvosképzés, 1935, 7.)
- A Ferenc József Tudományegyetem Női Klinikáján használatos étrendi előírások (Klinikai recipekönyv, Budapest, 1936)
- Népélelmezési tervezet (Walter Károllyal, Kecskemét, 1936)
- A terhességi diaetás-prophylaxis. (Magyar Orvosi Archívum, 1938)
- Lepényi polypus és penicillin. (Magyar Nőorvosok Lapja, 1949, 9.)
- Az ergotin hatása a tejelválasztásra. (Magyar Nőorvosok Lapja, 1953, 11–12.)
- Táplálkozástan (Szeged, 1954)
- A novocain-coffein alkalmazása a szülészet-nőgyógyászatban. (Magyar Nőorvosok Lapja, 1956, 4.)